# マリンガン打線
マリンガン打線（マリンガンだせん）は、千葉ロッテマリーンズの打線の愛称である。主に同チームが日本一になった2005年前後に使われた。

## 概要
1999年頃、NHKの番組の中で野球解説者の石毛宏典が、球団名のマリーンズと、当時広く知られていた横浜ベイスターズの「マシンガン打線」と掛けて命名した。当時の両チームは本塁打は少ないながらも、二塁打に特化された中距離打線で、連打で繋ぐという点や、前年の1998年シーズンは両チームともにチーム打率がリーグ1位という点で共通していていたが、この年の横浜がセ・リーグ優勝・日本一を達成したのに対し、ロッテはプロ野球ワースト記録となる18連敗を喫して2年連続でパ・リーグ最下位に沈んでおり、実力には大きな差があった。そのため、この時点では「マリンガン打線」という愛称は定着せず、親会社であるロッテのガムに因んで「クールミント打線」と揶揄されるほどであった。
しかし、2005年になるとロッテの打線は非常に強力なものとなり、この年チームがリーグ優勝・日本一となったため「マリンガン打線」の愛称が広く浸透することになった。なので、「マリンガン打線」は2005年の打線を指すことが多い。

## 2005年版
2005年に監督を務めたボビー・バレンタインは、対戦相手や選手の調子などに応じて毎試合打線を組み替えていたため、この年の公式戦、プレーオフ、日本シリーズの全147試合で組まれた打線は135通りに及ぶ。そのため、「マリンガン打線」は1通りの打線に対してではなく、これらの総称として用いられる。なお、ポジションが2つ以上記されているのは、打順が同じだが、試合ごとにポジションが異なっているためである。
| 打順 | 守備     | 選手               | 打席 | 打率 | 本塁打 | 打点 | 盗塁 | 出塁率 | 長打率 | OPS  | 備考                                                          |
| ---- | -------- | ------------------ | ---- | ---- | ------ | ---- | ---- | ------ | ------ | ---- | ------------------------------------------------------------- |
| 1    | 遊/二    | 西岡剛             | 両   | .268 | 4      | 48   | 41   | .320   | .394   | .714 | 盗塁王、ベストナイン（遊）、ゴールデングラブ賞（二）          |
| 2    | 二       | 堀幸一             | 右   | .305 | 7      | 46   | 2    | .357   | .403   | .760 | ベストナイン（二）                                            |
| 3    | 一       | 福浦和也           | 左   | .300 | 6      | 72   | 0    | .363   | .403   | .766 | ゴールデングラブ賞（一）                                      |
| 4    | 右/中    | サブロー           | 右   | .313 | 14     | 50   | 6    | .380   | .521   | .901 | ゴールデングラブ賞（外）、日本シリーズ優秀選手賞              |
| 5    | 左/右/DH | マット・フランコ   | 左   | .300 | 21     | 78   | 2    | .372   | .496   | .868 | ベストナイン（外）                                            |
| 6    | 中/DH    | ベニー・アグバヤニ | 右   | .271 | 13     | 71   | 1    | .334   | .444   | .779 | アジアシリーズMVP                                             |
| 7    | DH/左    | 李承燁             | 左   | .260 | 30     | 82   | 5    | .315   | .551   | .866 | 日本シリーズ優秀選手賞                                        |
| 8    | 捕       | 里崎智也           | 右   | .303 | 10     | 52   | 1    | .361   | .481   | .842 | 最優秀バッテリー賞                                            |
| 9    | 三       | 今江敏晃           | 右   | .310 | 8      | 71   | 4    | .353   | .451   | .804 | ベストナイン（三）、ゴールデングラブ賞（三）、日本シリーズMVP |

| 守備 | 選手             | 打席 | 打率 | 本塁打 | 打点 | 盗塁 | 出塁率 | 長打率 | OPS  | 備考                     |
| ---- | ---------------- | ---- | ---- | ------ | ---- | ---- | ------ | ------ | ---- | ------------------------ |
| 捕   | 橋本将           | 左   | .257 | 7      | 31   | 1    | .398   | .426   | .823 |                          |
| 遊   | 小坂誠           | 左   | .283 | 4      | 31   | 26   | .353   | .402   | .755 | ゴールデングラブ賞（遊） |
| 中   | 大塚明           | 右   | .293 | 8      | 32   | 7    | .355   | .502   | .857 |                          |
| 右   | ヴァル・パスクチ | 右   | .284 | 8      | 20   | 1    | .392   | .549   | .941 |                          |
| 三   | 初芝清           | 右   | .220 | 1      | 6    | 0    | .286   | .320   | .606 |                          |

※太字はリーグトップ
最も多くの試合で用いられた打線は、西岡（遊）-堀（二）-福浦（一）-ベニー（中/指）-フランコ（左/右/指）-里崎（捕）-李（DH/左）-サブロー（右/中）-今江（三）という6月26日、7月3日、7月6日、7月30日の4試合で使われたものである。また、西岡（遊）-堀（二）-福浦（一）-サブロー（中）-フランコ（左）-ベニー（右）-李（DH）-今江（三）-橋本将（捕）という打線がプレーオフの3試合で用いられた。他に小坂誠（遊）や大塚明（中）も多数の試合に出場している。先発メンバーは基本的に以上の12人で構成されるが、守備位置、打順にさまざまな組み合わせがある。

## 特徴
- 特定の打者1人に頼らない繋がりを意識した打線であるといえる。本塁打はリーグ4位ながら、打率の他に四球、安打、二塁打、三塁打はいずれもリーグトップであり、切れ目がなく相手投手を常にピンチに追い込む打線であったことが現れている[3]。2005年のチーム総得点は740（136試合）でリーグ1位であった（リーグ2位の福岡ソフトバンクホークスは658得点）。
  - 堀幸一、福浦和也、マット・フランコ、今江敏晃の4人は規定打席到達で打率3割以上を記録している。また未到達の選手でも数十試合に出たサブローや里崎智也も3割以上、また橋本は出塁率が4割近いなど野手のほとんどが「繋ぎ」を実践していた。
  - 日本野球では長距離砲を配置する傾向のある4番に、長打率は高くないが出塁率が高くチャンスに強く、また俊足のため塁に出れば得点能力も高いサブローを配置した。これが機能し、サブローは「繋ぎの4番」と呼ばれマリンガン打線の象徴的な存在でもあった。
- パ・リーグ独自の予告先発を積極的に利用し、相手投手に合わせて打順が大きく変化した。特に相手投手の左右によって、スタメンオーダー内の左右打者の比率が大きく変わる点が顕著であった。この点からも分かるように、打者のスタメン起用はかなり流動的であった。ただし、このようなオーダーが組まれる前提として、野手内で各々の実力が総合的には拮抗していることが重要である。下記のような野手ローテーションも、それぞれの選手は資質の違いから打線内での役割は異なっていたが、最終的な組み合わせとして得点力に差が生じないために可能となっていた。これには攻撃のバリエーションを増やし対策をしづらくするという効果もあったと見られる。
  - 二遊間（1・2番）のローテーション。相手が右投手の時は1番ショート小坂（左打）・2番セカンド西岡（両打⇒左）のパターンが多く、相手が左投手の時には1番ショート西岡（両打⇒右）・2番セカンド堀（右打）のパターンが多かった。右投手の比率が高いため、1番ショート小坂・2番セカンド堀の場合も見られた。またこの二遊間コンビ以外にも、外野手の代田建紀、諸積兼司、大塚明、ベニー・アグバヤニなども、稀に1、2番で使われることもあった。
  - 捕手のローテーション。相手が右投手の時は橋本将（左打）、左投手の時は里崎智也（右打）となる。ただしこれも右投手相手に里崎がスタメンの場合が多くあった。里崎は先発捕手、橋本は先発DHというパターン（またその逆）も何試合か記録されている。
  - 日本シリーズでの対戦の際、バレンタインは本来は行わない予告先発を提案した。これを対戦相手である阪神タイガース監督の岡田彰布が了承。こうしてバレンタインの得意な形の野手起用が可能となった。これがどれほどの要因になったかは分からないが、結果的にロッテは日本シリーズで3試合連続2桁得点など記録的な猛打を奮い大勝、「マリンガン打線」の名を全国に轟かせることになった。
- 100通り以上の打順パターンにもかかわらず、安定して高い得点力を誇った。このため一見するとバレンタインの思いつきかのようにコロコロ変わる打順（「猫の目打線」）は、実際には厳密な分析と何らかの確固たる方法論に基づいたものであると考えられている。
  - バレンタインの選手起用は（野手に限らず）精密なデータ分析に基づいていることはよく知られている。専任データアナリストとして統計の専門家であるポール・プポを雇っており、NHKで放送された日本シリーズのドキュメンタリーでもプポが中心となった事細かな阪神対策が紹介されていた。
  - 方法論としては上記の事実などによりセイバー・メトリクスによるものということがうかがえるが、ビッグボールやスモールボールとはまた異なる野手起用になっている。ビッグボール的な出塁率・長打率の重視（四球・二塁打がリーグ最多）が見られる一方、スモールボール的なヒットエンドラン・スクイズプレイの多用及び積極的な走塁（盗塁・三塁打がリーグ最多）が選手全体で見られた。ただし犠打はリーグで5番目と少なかった。この方法論はいまだ詳細には語られていない。
  - チーム首位打者の今江敏晃、チーム本塁打王の李承燁を下位打線に据えることが多く、一般的な上位下位の概念とは異なる打順で組まれていたのも特徴。
- 前日に決勝打を打つ、猛打賞を記録するなどで活躍した選手が翌日にはスタメン落ち、ということもよくあったが、それが逆に適度な休息とチーム内でのポジション争いを加熱させる事による戦力の底上げにもなっていた。

2005年には投手陣も先発・リリーフ共に好調を維持し、ゴールデングラブ賞受賞者が5人など守備陣も強固であり、交流戦1位、日本シリーズ4連勝、アジアシリーズ優勝など全ての栄冠を手に入れた。

## 2006年以降
2006年は小坂、李承燁が読売ジャイアンツに移籍したことに加え、橋本・サブロー・今江・堀らの打撃不振もありチーム打率は前年より二分以上低下し、この年のペナントレースは4位に終わった。前年の流れから大量得点時などでは「マリンガン打線」という呼称がメディアに登場することはあったが、打撃不振に加えチーム自体の低迷（この年は4位）も相まって次第に使われる頻度は減っていった。
ビッグイニングを付けた試合の際には、稀ではあるが「マリンガン打線」の呼称は使われることがあった。

## 2010年版
2010年は西岡剛、サブローを始め新加入の金泰均 、新人の荻野貴司、清田育宏、さらにメジャーリーグより日本球界に復帰した井口資仁などの活躍により、前年リーグ最下位だったチーム打率は2分近く上昇しリーグトップ。他にも得点、安打、四球などでリーグトップとなり、防御率リーグ5位の投手陣をカバーした。ペナントレースを3位で終えるとクライマックスシリーズで埼玉西武ライオンズ、福岡ソフトバンクホークスを破り、日本シリーズでは中日ドラゴンズを下し優勝、プロ野球史上初となる3位からの日本一を果たした。さらに日韓クラブチャンピオンシップでは韓国代表のSKワイバーンズを破り、日韓王者となった。
| 打順 | 守備 | 選手              | 打席 | 打率      | 本塁打 | 打点  | 盗塁 | 出塁率    | 長打率    | OPS       | 備考 |
| ---- | ---- | ----------------- | ---- | --------- | ------ | ----- | ---- | --------- | --------- | --------- | --- |
| 1    | 遊   | 西岡剛            | 両   | .346      | 11     | 59    | 22   | .423      | .482      | .904      | 首位打者、最多安打、ベストナイン（遊）、ゴールデングラブ賞（遊） パリーグでは1994年のイチロー以来となるシーズン200本安打を達成 |
| 2    | 中   | 荻野貴司 清田育宏 | 右   | .326 .290 | 1 2    | 17 18 | 25 5 | .383 .373 | .417 .382 | .800 .754 | 荻野貴司の離脱により南、岡田の併用 8月以降清田が定着。日本シリーズでは「2番・レフト」                                          |
| 3    | 二   | 井口資仁          | 右   | .294      | 17     | 103   | 2    | .412      | .476      | .889      | チーム最多の103打点 |
| 4    | 一   | 金泰均            | 右   | .268      | 21     | 92    | 0    | .357      | .429      | .786      | シーズン終盤の不調により7番に降格                                                                                              |
| 5    | 左   | 大松尚逸          | 左   | .260      | 16     | 68    | 0    | .339      | .403      | .741      | シーズン終盤の不調により8番に降格                                                                                              |
| 6    | 右   | サブロー          | 右   | .261      | 19     | 71    | 2    | .344      | .429      | .774      | シーズン最後の3戦から4番に定着                                                                                                 |
| 7    | DH   | 福浦和也          | 左   | .295      | 13     | 61    | 0    | .354      | .475      | .829      | ベストナイン（DH） |
| 8    | 捕   | 里崎智也 的場直樹 | 右   | .263 .160 | 10 1   | 29 19 | 1 0  | .375 .212 | .425 .213 | .801 .425 | 里崎が背筋痛で度々離脱、的場が定着                                                                                             |
| 9    | 三   | 今江敏晃          | 右   | .331      | 10     | 77    | 8    | .364      | .461      | .825      | 日本シリーズMVP 当初9番、荻野貴司の離脱以降2番に定着、シーズン終盤より5番に定着。                                              |

| 守備  | 選手     | 打席 | 打率 | 本塁打 | 打点 | 盗塁 | 出塁率 | 長打率 | OPS  | 備考                                                                |
| ----- | -------- | ---- | ---- | ------ | ---- | ---- | ------ | ------ | ---- | ------------------------------------------------------------------- |
| 一    | 塀内久雄 | 左   | .182 | 0      | 2    | 0    | .217   | .182   | .399 | 主に守備固め                                                        |
| 中/右 | 南竜介   | 右   | .205 | 1      | 4    | 3    | .298   | .265   | .563 | 荻野離脱後岡田と併用                                                |
| 中    | 岡田幸文 | 左   | .176 | 0      | 7    | 15   | .224   | .190   | .414 | 大松離脱後の日本シリーズでスタメン、第7戦で決勝打を放ち日本一に貢献 |
| 二/三 | 根元俊一 | 左   | .196 | 1      | 6    | 0    | .281   | .294   | .575 | 主に代打                                                            |

※太字はリーグトップ